# Noé Boyer & Cie
Pour les articles homonymes, voir Boyer et Phébus.
Noé Boyer & Cie est un constructeur automobile français.

## Production
L’entreprise basée à Paris a commencé à produire des automobiles en 1898. Le nom de la marque était Phébus. L’usine était située au 30, avenue de la Grande-Armée . D’autres sources indiquent le site de production à Suresnes.
Au début, la société a créé des automobilettes, c’est-à-dire des tricycles avec banquette avec moteurs intégrés d’Aster ou de De Dion-Bouton. Les deux roues arrière de l’Automobilette Phébus avaient un diamètre de 700 mm, la roue avant de 650 mm. En 1899, un véhicule participe à la course de Paris à Rambouillet. Un peu plus tard, des voiturettes à quatre roues à moteur monocylindre et bicylindre d’Aster, Buchet, De Dion-Bouton ou Météore suivent. En 1902, divers modèles à quatre cylindres tels que la 12 CV et la 24 CV apparaissent, y compris dans la forme du corps à double phaéton.
Il y a eu une coopération avec la société automobile Société Gladiator. En 1905, il y a eu une coopération avec la société automobile Prunel. En 1906, il y avait trois modèles différents à quatre cylindres et un modèle à six cylindres. La production s’est terminée en 1906.